# Telenomus noctuae
Telenomus noctuae är en stekelart som beskrevs av William Harris Ashmead 1893. Telenomus noctuae ingår i släktet Telenomus och familjen Scelionidae. Inga underarter finns listade i Catalogue of Life.